# Draco Peak
Draco Peak är en bergstopp i Kanada.   Den ligger i provinsen Alberta, i den centrala delen av landet, 3 200 km väster om huvudstaden Ottawa. Toppen på Draco Peak är 2 566 meter över havet, eller 289 meter över den omgivande terrängen. Bredden vid basen är 3,7 km.
Terrängen runt Draco Peak är bergig österut, men västerut är den kuperad. Trakten runt Draco Peak är nära nog obefolkad, med mindre än två invånare per kvadratkilometer.. Det finns inga samhällen i närheten. 
I omgivningarna runt Draco Peak växer i huvudsak barrskog.